# Мисцево (Сельское поселение Дороховское)
Мисцево — деревня в Орехово-Зуевском муниципальном районе Московской области. Входит в состав сельского поселения Дороховское. Население — 369 чел. (2010).

## Расположение
Деревня Мисцево расположена в юго-восточной части Орехово-Зуевского района, примерно в 22 км к югу от города Орехово-Зуево. Высота над уровнем моря 147 м.

## История
В 1926 году деревня входила в Мисцевский сельсовет Дороховской волости Орехово-Зуевского уезда Московской губернии.
До 2006 года Мисцево входило в состав Дороховского сельского округа Орехово-Зуевского района.

## Население
В 1926 году в деревне проживало 1423 человека (639 мужчин, 784 женщины). По переписи 2002 года — 345 человек (160 мужчин, 185 женщин).
| 1926 | 2002 | 2006 | 2010 |
| ---- | ---- | ---- | ---- |
| 1423 | ↘345 | ↘336 | ↗369 |